# Märkl-Quartett
Das Märkl-Quartett war ein deutsches Streichquartett, das von 1968 bis 1991 in Köln seinen Sitz hatte. Benannt war es nach dem Geiger Josef Märkl, der die gesamte Wirkungszeit über als Primarius des Streichquartetts fungierte. Die Ursprünge des Ensembles liegen im Stross-Quartett, dessen Tradition nach dem Tod Wilhelm Stross’ 1966 von den ehemaligen Ensemblemitgliedern Josef Märkl und Rudolf Metzmacher, Violoncelloprofessor, fortgesetzt wurde.
Neben Auftritten in der Bundesrepublik Deutschland unternahm das Märkl-Quartett Konzertreisen nach Österreich, Belgien und Israel sowie in die USA und nach Spanien. Anlässlich der Festivitäten zum Bicentennial 1976, der Zweihundertjahrfeier der amerikanischen Unabhängigkeitserklärung, spielte es in Philadelphia, Pennsylvania. Märkl brachte mit seinem Ensemble die Streichquartette d-Moll op. 45/1 (Arno Breker gewidmet) und Es-Dur op. 45/2 (Alfred Cortot gewidmet) von Wilhelm Kempff sowie die Variationen über die brasilianische Nationalhymne von David Korenschendler zur Uraufführung. Zum Repertoire des Quartetts gehörte die Musik der Wiener Klassik, der Romantik und der Moderne. Mehrere Schallplattenaufnahmen (Beethoven, Arriaga, Egk) entstanden.

## Mitglieder
- 1. Violine: Josef Märkl (1968–1991)
- 2. Violine: Hanns-Heinz Odenthal (1968/69), Bernhard Deffner (1969–1971), Toshi Takada (1971–1974), Susanne Wieck (1974–1977), Wolfgang Kick (1977–1979), Key-Thomas Märkl (1980/81 und 1990/91) und David Johnson (1981–1990)
- Viola: Peter Pfuhl (1968–1970), Karl-Heinz Steeb (1970/71), Lutz Schröder (1971/72), Konrad Grahe (1972–1975), Ferdinand Erblich (1975/76), Bernhard Pietralle (1976–1986), Bernhard Oll (1986–1990) und Rüdiger Debus (1990/91)
- Violoncello: Rudolf Metzmacher (1968–1980), Traugott Schmöhe (1980/81), Manfred Becker (1981–1990) und Guido Schiefen (1990/91)

## Diskografie
- Ludwig van Beethoven: Streichquartette op. 135 und 18/2 mit dem Stross-Quartett (Aarton Music, 1983)
- Juan Crisóstomo de Arriaga: Streichquartette Nr. 1 und 2 Es-Dur (Aarton Music, 1983)
- Werner Egk: La Tentation de Saint Antoine und Juan Crisóstomo de Arriaga: Streichquartett Nr. 3 Es-Dur mit Marijke Hendriks (Mezzosopran) (Aarton Music, 1983)